# Mitbewerber
Der Mitbewerber ist ein lauterkeitsrechtlicher Begriff. Er ist zum einen Tatbestandsvoraussetzung vieler Regelungen im UWG (etwa § 4 Nr. 7, 8, 10 oder § 6 UWG), zum anderen auch eine der Anspruchsberechtigungen im Rahmen des § 8 UWG.
Der Begriff ist für Deutschland in § 2 Abs. 1 Nr. 4 UWG legaldefiniert. Demnach ist Mitbewerber jeder Unternehmer, der mit einem oder mehreren Unternehmern als Anbieter oder Nachfrager von Waren oder Dienstleistungen in einem konkreten Wettbewerbsverhältnis steht. Das konkrete Wettbewerbsverhältnis besteht, wenn beide Parteien gleichartige Waren oder gewerbliche Leistungen innerhalb desselben Endverbraucherkreises abzusetzen versuchen und das Wettbewerbsverhalten des einen daher den anderen beeinträchtigen, d. h. im Absatz behindern oder stören kann. Es kann jedoch auch erst durch eine konkrete Handlung ein Wettbewerbsverhältnis entstehen (sogenanntes Ad-hoc-Wettbewerbsverhältnis). Bestes Beispiel dafür ist die Werbe-Aufforderung „Kaufe Onko statt Blumen“.